# Gauchheilblättriges Weidenröschen
Das Gauchheilblättrige Weidenröschen, Gauchheil-Weidenröschen oder Alpen-Weidenröschen (Epilobium anagallidifolium) ist eine Pflanzenart aus der Gattung Weidenröschen (Epilobium) innerhalb der Familie der Nachtkerzengewächse (Onagraceae). Sie ist zirkumboreal und in den Gebirgen auf der Nordhalbkugel verbreitet.

## Beschreibung

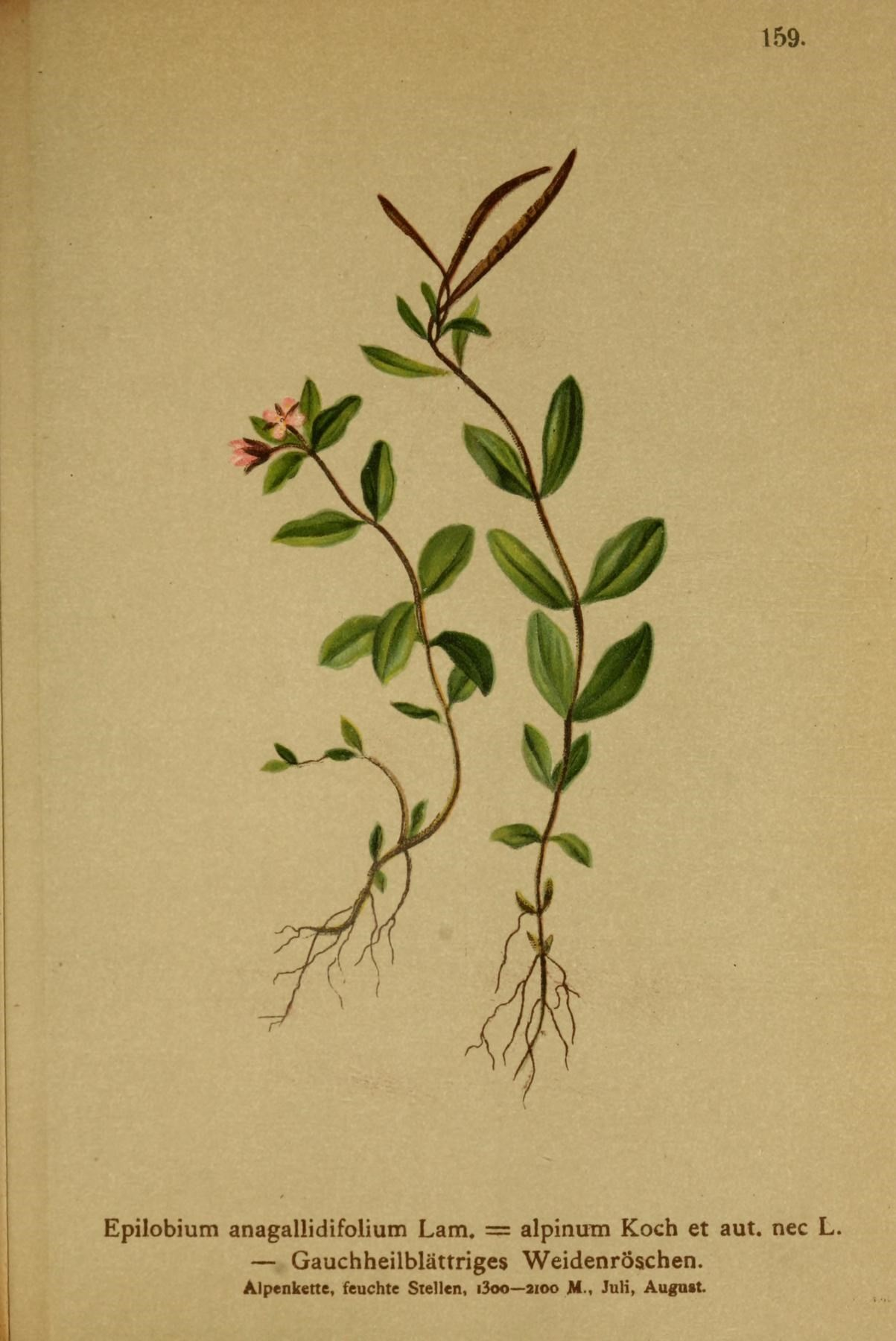
Illustration aus Atlas der Alpenflora

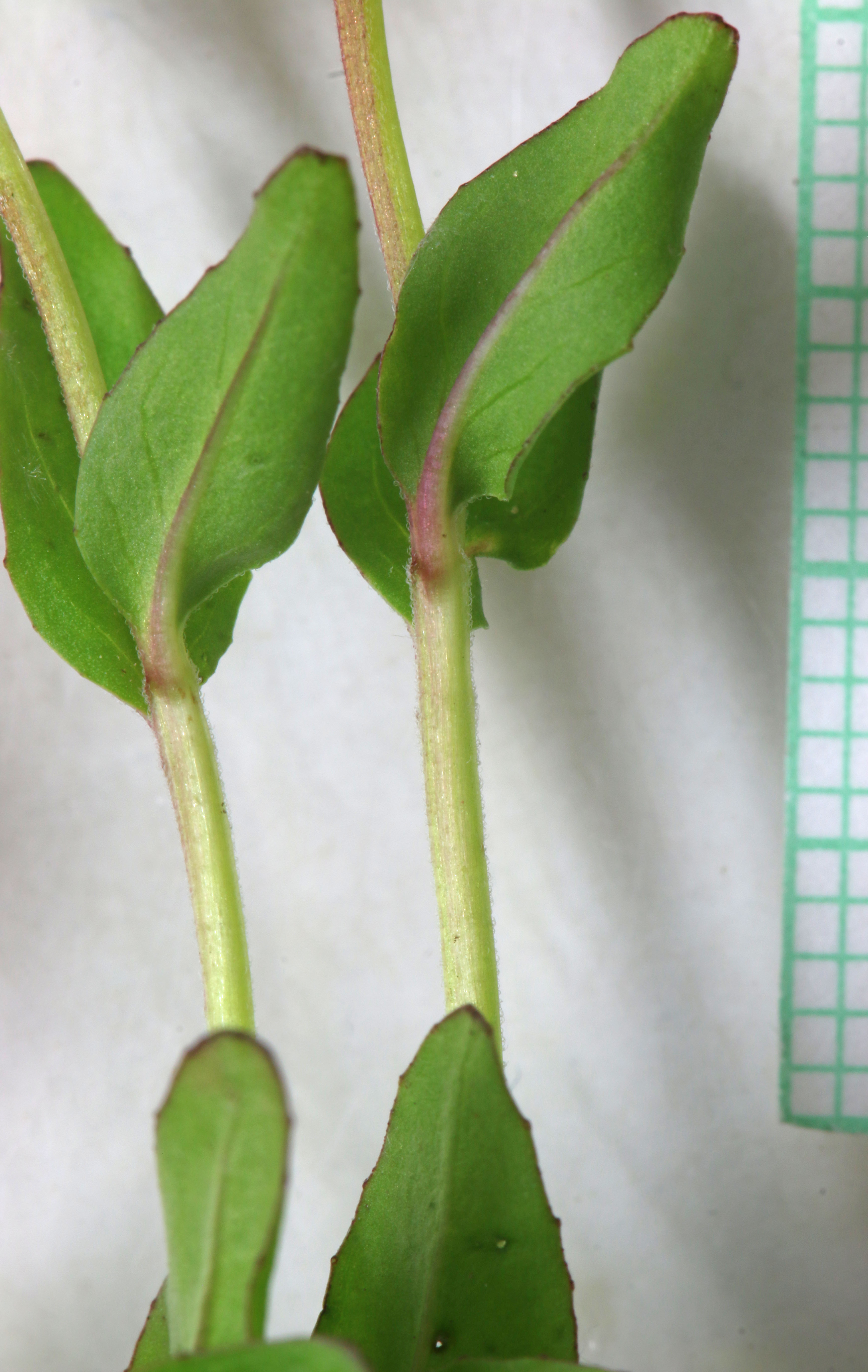
Stängel und Blätter

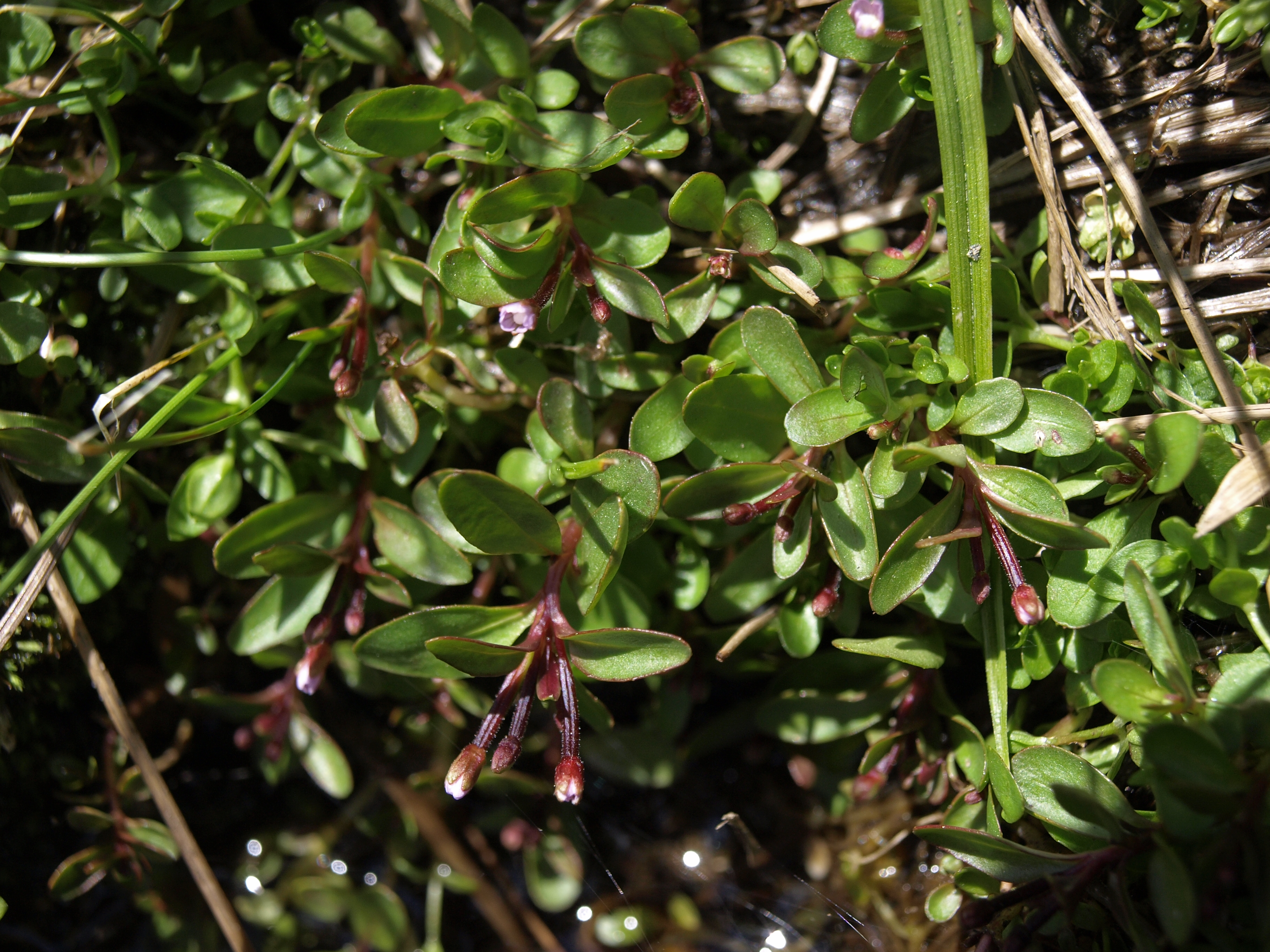
Stängel mit Blättern und Blütenständen

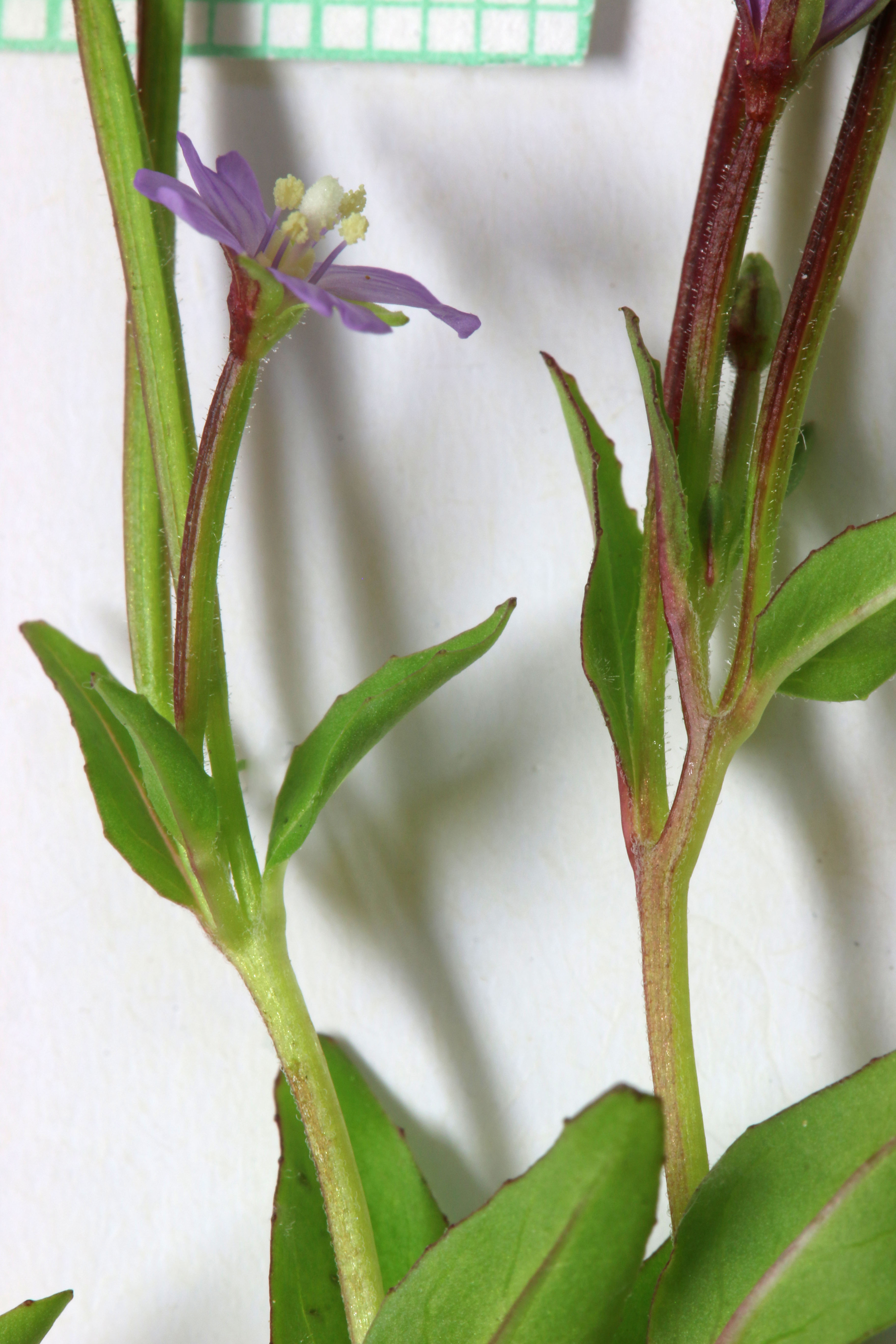
Blüte

### Vegetative Merkmale
Das Gauchheil-Weidenröschen ist eine ausdauernde, krautige Pflanze und erreicht Wuchshöhen von meist 3 bis 10 (2 bis 15) Zentimetern. Es hat ein bogiges, mehrere Zentimeter langes Rhizom, es bildet häufig Rasen. Am Grunde werden zur Blütezeit oberirdische, beblätterte Ausläufer gebildet. Die zu mehreren stehenden Stängel weisen einen Querschnitt von 0,3 bis 1 Millimetern auf, sind kantig und haben zwei bis vier schwach erhabene Längsleisten; sie sind kahl und nur an den Kanten sind behaart; zur Anthese hängt ihr oberes Ende über.
Die bis zum Blütenstand hinauf gegenständig angeordneten Laubblätter sind in Blattstiel und -spreite gegliedert. Der Blattstiel ist 1 bis 3 Millimeter lang. Die einfache, kahle Blattspreite ist bei einer Länge von 1 bis 2, selten bis 2,5 Zentimetern sowie einer Breite von 2 bis 8 Millimetern eiförmig-länglich mit keilförmigem Spreitengrund. Der Blattrand ist ganzrandig, es gibt keine deutlichen Zähne.

### Generative Merkmale
Die Blütezeit reicht von Juli bis September. Der nickende Blütenstand enthält ein bis sechs Blüten.
Die zwittrigen Blüten sind 4 bis 5 Millimeter lang, radiärsymmetrisch und haben eine lange Röhre. Der Achsenbecher ist zerstreut mit Drüsenhaaren besetzt oder fast kahl. Die Krone ist trichterförmig. Die Kronblätter sind 3 bis 5, selten bis zu 6 Millimeter lang und stumpf ausgerandet. Der aufrechte Griffel endet in einer kopfigen Narbe.
Die Fruchtstiele sind 7 bis 15, selten bis zu 25 Millimeter lang. Die Kapselfrucht 2 bis 4 Zentimeter lang, im jungen Zustand zerstreut behaart, später verkahlend. Die glatten Samen sind bei einer Länge von 0,9 bis 1,5 Millimetern spindelförmig und besitzen am oberen Ende kurzes, durchscheinendes Anhängsel.

### Chromosomensatz
Die Chromosomengrundzahl beträgt x = 18; es liegt Diploidie mit Chromosomenzahl von 2n = 36 vor.

## Ökologie
Beim Gauchheil-Weidenröschen handelt es sich um einen Hemikryptophyten.
Die Bestäubung erfolgt durch Insekten oder durch Selbstbestäubung.
Die Pilzart Septoria epilobii lebt auf Epilobium anagallidifolium.

## Vorkommen
Epilobium anagallidifolium ist zirkumboreal und in den Gebirgen auf der Nordhalbkugel verbreitet. Das Gauchheil-Weidenröschen kommt zerstreut in den Gebirgen Europas vor, u. a. Alpen, Schwarzwald, Bayerischer Wald, Erz-, Iser- und Riesengebirge. In Österreich fehlt es nur in Wien und im Burgenland.
Es wächst in Mitteleuropa an quelligen Orten und auf ruhendem, durchfeuchtetem Schutt. Es bevorzugt sickerfeuchte, nährstoffreiche Tonböden und kommt vorwiegend über Silikatgestein vor. Es ist auf die alpine Höhenstufe beschränkt, in die montane Höhenstufe kommt es nur als Schwemmling herab. In den Bayerischen Alpen wächst es in den Höhenlagen von 1500 bis 2300 Metern. In den Allgäuer Alpen steigt es von 1540 Metern östlich des Riedberger Horns bis zu einer Höhenlage von 2200 Metern auf. Es erreicht in Graubünden am Piz Beverin Höhenlagen von 2650 Meter und im Kanton Wallis 2900 Meter. Auf der Iberischen Halbinsel erreicht Epilobium anagallidifolium Höhenlagen von 3030 Meter.
Die ökologischen Zeigerwerte nach Landolt et al. 2010 sind in der Schweiz: Feuchtezahl F = 4+w (nass aber mäßig wechselnd), Lichtzahl L = 4 (hell), Reaktionszahl R = 3 (schwach sauer bis neutral), Temperaturzahl T = 1+ (unter-alpin, supra-subalpin und ober-subalpin), Nährstoffzahl N = 2 (nährstoffarm), Kontinentalitätszahl K = 2 (subozeanisch).
Pflanzensoziologisch ist es in Mitteleuropa eine Art der Schneeboden-Gesellschaften (Salicetea herbaceae), der Steinschutt- und Geröll-Gesellschaften (Verband Androsacion alpinae) oder der kalkarmen Quellfluren (Verband Cardamino-Montion).

## Taxonomie
Die Erstveröffentlichung von Epilobium anagallidifolium erfolgte 1786 durch Jean-Baptiste de Lamarck in Encyclopédie méthodique. Botanique .., Band 2 (1), Seite 376. Das Artepitheton anagallidifolium bedeutet „Anagallis (Gauchheil)-blättrig“. Ein Synonym von Epilobium anagallidifolium Lam. ist Epilobium alpinum subsp. anagallidifolium (Lam.) Čelak.